# Inhomogene lineare Differentialgleichung
Eine inhomogene lineare Differentialgleichung ist eine Differentialgleichung 1. Ordnung der Form
{\displaystyle y^{\prime }(x)=a(x)y(x)+b(x)}
mit stetigen Funktionen {\displaystyle a(x),b(x)}, oder allgemeiner eine Differentialgleichung n. Ordnung der Form
{\displaystyle \textstyle y^{(n)}(x)=\sum _{k=0}^{n-1}a_{k}(x)y^{(k)}(x)+b(x)}
mit stetigen Funktionen {\displaystyle a_{0}(x),\ldots ,a_{n-1}(x),b(x)}. Die Funktion {\displaystyle b(x)} wird als Inhomogenität der Differentialgleichung bezeichnet.

## Lösung
Inhomogene lineare Differentialgleichungen können mit der Methode der Variation der Konstanten gelöst werden:
Man bestimmt zunächst ein Fundamentalsystem {\displaystyle y_{1}(x),\ldots ,y_{n}(x)} von {\displaystyle n} Lösungen der zugehörigen homogenen Gleichung {\displaystyle \textstyle y^{(n)}(x)=\sum _{k=0}^{n-1}a_{k}(x)y^{(k)}(x)}. (Im Fall 1. Ordnung {\displaystyle y^{\prime }(x)=a(x)y(x)+b(x)} verwendet man nur eine Lösung der Gleichung {\displaystyle y^{\prime }(x)=a(x)y(x)}.)
Dann wählt man den Ansatz {\displaystyle y(x)=\sum _{k=1}^{n}c_{k}(x)y_{k}(x)} und löst die sich ergebenden Differentialgleichungen für die Konstanten {\displaystyle c_{1}(x),\ldots ,c_{n}(x)}.

## Beispiel 1
Wir betrachten die Differentialgleichung
{\displaystyle y^{\prime }(x)=xy(x)+xe^{\frac {x^{2}}{2}}}.
Die zugehörige homogene Gleichung {\displaystyle y^{\prime }(x)=xy(x)} hat die Lösungen {\displaystyle y(x)=Ce^{\frac {x^{2}}{2}}}.
Wir wählen deshalb den Ansatz
{\displaystyle y(x)=C(x)e^{\frac {x^{2}}{2}}},
woraus sich für {\displaystyle C(x)} die Differentialgleichung
{\displaystyle C^{\prime }(x)=x}
mit Lösung {\displaystyle C(x)={\frac {1}{2}}x^{2}+D} ergibt.
Die Lösungen der inhomogenen Gleichung sind also von der Form
{\displaystyle y(x)={\frac {1}{2}}x^{2}e^{\frac {x^{2}}{2}}+De^{\frac {x^{2}}{2}}}.

## Beispiel 2
Gegeben sei eine Differentialgleichung (DGL), wie sie z. B. für lineare zeitinvariante Systeme oder in der Zustandsraumdarstellung für dynamische Systeme Verwendung findet:
{\displaystyle x^{\prime }(t)=ax(t)+bu(t)}
Die zugehörige homogene Differentialgleichung {\displaystyle x^{\prime }(t)=ax(t)} hat folgende Lösung:
{\displaystyle x(t)=e^{a(t-t_{0})}x_{0}}
Die Lösung der inhomogenen DGL erfolgt mit der Methode Variation der Konstanten. Dazu wird auf die Lösung der homogenen DGL aufgebaut. Die Lösungs-Konstante {\displaystyle x_{0}} wird „variiert“ und im Folgenden C(t) genannt:
Lösungs Ansatz:
{\displaystyle x(t)=C(t)e^{a(t-t_{0})}}
Ableitung mit Kettenregel:
{\displaystyle x^{\prime }(t)=C^{\prime }(t)e^{a(t-t_{0})}+C(t)ae^{a(t-t_{0})}}
Beides eingesetzt in die ursprüngliche inhomogene DGL und durch Multiplikation mit {\displaystyle e^{-a(t-t_{0})}}nach {\displaystyle C^{\prime }(t)} aufgelöst:
{\displaystyle C^{\prime }(t)e^{a(t-t_{0})}+C(t)ae^{a(t-t_{0})}=aC(t)e^{a(t-t_{0})}+bu(t)}
{\displaystyle C^{\prime }(t)e^{a(t-t_{0})}=bu(t)}
{\displaystyle C^{\prime }(t)=bu(t)e^{-a(t-t_{0})}}
Beide Seiten dieser Gleichung werden integriert. Der linke Term ergibt sich aus der Überlegung, dass die Ableitung von  {\displaystyle C(t)-C(t_{0})} ja {\displaystyle C^{\prime }(t)} ergibt:
{\displaystyle C(t)-C(t_{0})=\int _{t_{0}}^{t}bu(\tau )e^{-a(\tau -t_{0})}d\tau }.
Auflösung nach {\displaystyle C(t)} und Verwendung von {\displaystyle C(t_{0})=x_{0}}:
{\displaystyle C(t)=\int _{t_{0}}^{t}bu(\tau )e^{-a(\tau -t_{0})}d\tau +C(t_{0})}
{\displaystyle C(t)=x_{0}+\int _{t_{0}}^{t}bu(\tau )e^{-a(\tau -t_{0})}d\tau }
Eingesetzt in obigen Lösungs-Ansatz {\displaystyle x(t)=C(t)e^{a(t-t_{0})}}ergibt sich das Ergebnis nach einigen Umformungen:
{\displaystyle x(t)=(x_{0}+\int _{t_{0}}^{t}bu(\tau )e^{-a(\tau -t_{0})}d\tau )\cdot e^{a(t-t_{0})}}
{\displaystyle x(t)=e^{a(t-t_{0})}x_{0}+e^{a(t-t_{0})}\int _{t_{0}}^{t}bu(\tau )e^{-a(\tau -t_{0})}d\tau }
{\displaystyle x(t)=e^{a(t-t_{0})}x_{0}+\int _{t_{0}}^{t}bu(\tau )e^{a(t-t_{0})}e^{-a(\tau -t_{0})}d\tau }
{\displaystyle x(t)=e^{a(t-t_{0})}x_{0}+\int _{t_{0}}^{t}bu(\tau )e^{at-at_{0}}e^{-a\tau +at_{0})}d\tau }
Die Lösung für die inhomogene DGL der Zustandsraumdarstellung ergibt sich schließlich zu:
{\displaystyle x(t)=e^{a(t-t_{0})}x_{0}+\int _{t_{0}}^{t}bu(\tau )e^{a(t-\tau )}d\tau }